# Katastrofa lotu Northwest Airlink 5719
Katastrofa lotu Northwest Airlink 5719 – katastrofa lotnicza, która wydarzyła się 1 grudnia 1993 roku 7 kilometrów od Hibbing. Samolot BAe Jetstream 31 linii Northwest Airlink (wydział Northwest Airlines) leciał z Minneapolis do International Falls z międzylądowaniem w Hibbing. Śledczy NTSB dowiedli, że przyczyną katastrofy było nieporozumienie między członkami załogi. Kapitan Marvin Falitz obraził drugiego pilota – Chada Ericsona, co doprowadziło do braku należytej współpracy pomiędzy pilotami podczas podchodzenia do lądowania i w konsekwencji do katastrofy. Samolot zahaczył lewym skrzydłem o drzewo, które ścięło pół skrzydła. Samolot obrócił się do góry podwoziem i rozbił na wzgórzu. Wszyscy na pokładzie zginęli – 18 osób.